# Municipio de El Oro (Durango)
El municipio de El Oro es uno de los 39 municipios de Durango, en el noroeste de México. La cabecera municipal se encuentra en Santa María del Oro. El municipio tiene una superficie de 3,559.0 km². A partir de 2010, el municipio tenía una población total de 11 320, a partir de 10 041 a partir de 2005. El municipio tenía 113 localidades, la mayor de ellas (con 2 010 habitantes) fue: Santa María del Oro.

## Demografía

### Localidades
En el censo de 2020 el municipio de El Oro contaba con 63 localidades.
| Código INEGI      | Localidad           | Población (2020) |
| ----------------- | ------------------- | ---------------- |
| 100180001         | Santa María del Oro | 6 342            |
| Otras localidades | Otras localidades   | 4 042            |
| Total municipal   | Total municipal     | 10 384           |